# Blues Lick

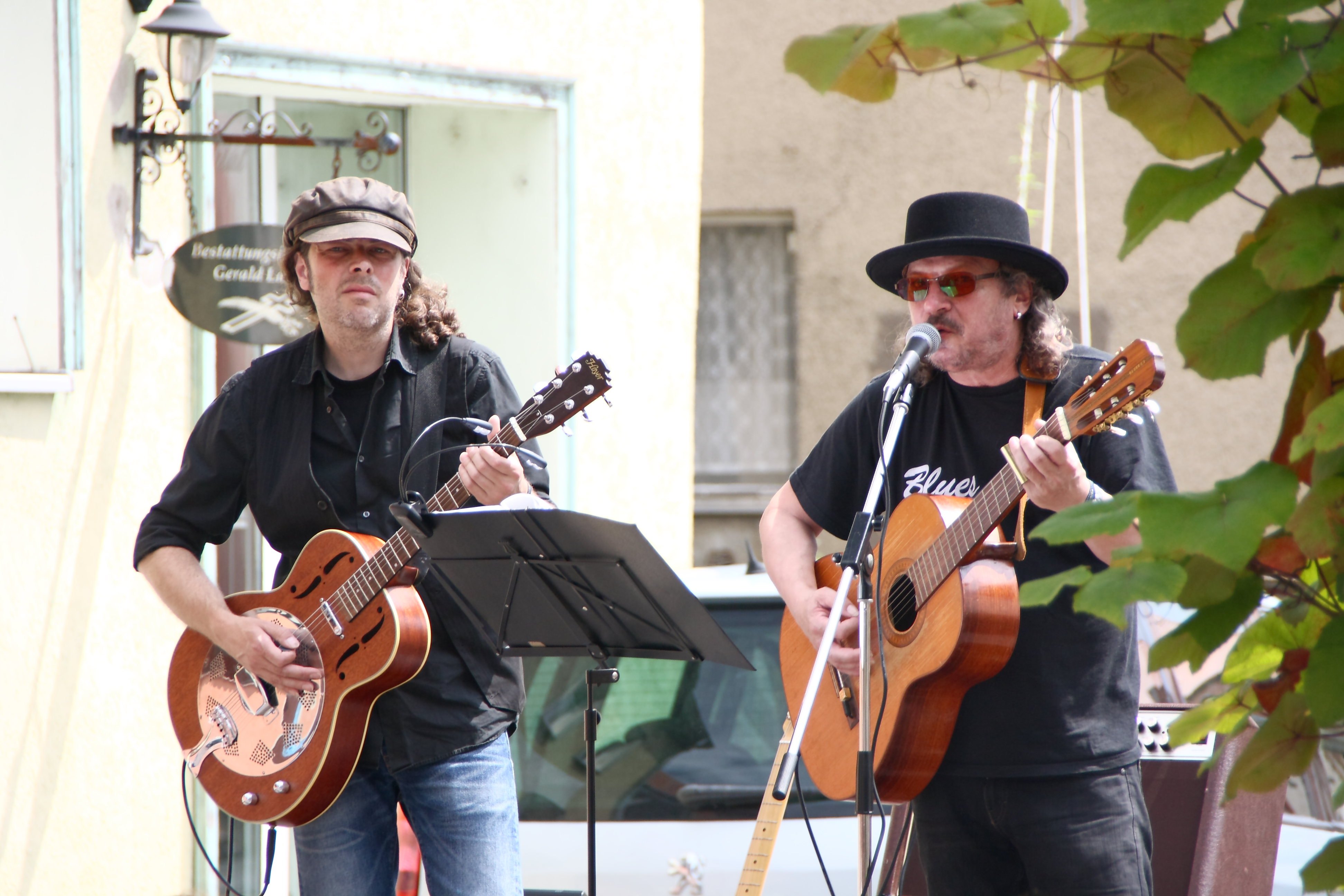
Helmut Licklederer und Matthias Inderst als Straßenmusiker beim TFF Rudolstadt 2012

Blues Lick ist eine vom bayerischen Musiker Helmut Licklederer gegründete Band und benennt auch den Bluesmusiker selbst. Die Liedtexte sind in bayerisch gehalten und stammen alle aus seiner Feder.

## Geschichte
Blues Lick stammt aus Ingolstadt und ist vor allem im süddeutschen Raum als Singer-Songwriter unter „Lick“ bekannt. Nach jahrelangen Auftritten als Solokünstler tritt er seit der Gründung der Band 1995 in flexibler Besetzung als Solist, Duo und Vier-Mann-Kombo auf Festivals und Kleinkunstbühnen auf.
Derzeit ist Blues Lick mit seinem Programm Humorige Roots-Musik „Da Deifesweg“ mit verschiedenen namhaften Musikern der bayerischen Szene unterwegs.

## Stil
Stilmäßig bleibt die Musik dem Blues verwandt, doch bewegt sie sich durch die Stilelemente Rhythm and Blues, Boogie, einem Hauch von Folk und Rock ’n’ Roll und hat somit einen eigenen Sound, der beim Publikum für gute Laune sorgt.
Bei Blues Lick schimmert sein Zweitberuf als Liedermacher durch, bei dessen Texten man nie ganz sicher sein kann, wie viel Autobiografisches verwendet wurde. Die bayerischen Texte beschreiben oft die Sonderlinge in unserer Gesellschaft, über die Blues Lick auf seine humoristische Weise erzählt.
Der Song „Kamikaze“ von Blues Lick verkaufte sich auf den Compilations „Hart & Zart“ und „Saturn-Alpenpower“ (mit Haindling, Wolfgang Ambros, Spider Murphy Gang, Hubert von Goisern u. a.) viele tausend Mal. Das im September 2011 veröffentlichte Album „Da Deifesweg“ wurde auf Anhieb für den Preis der deutschen Schallplattenkritik nominiert.

## Diskografie

### Alben
- 1998 – Sekt und wuide Weiber; Blues Lick
- 2008 – Frankensteins Jünger; Blues Lick
- 2010 – Remaster: Sekt und wuide Weiber; Blues Lick
- 2011 – Da Deifesweg; Blues Lick

### Samplerbeiträge
- 2008 – Alpenpower II (BMG Sony); Blues Lick
- 2009 – Hart und Zart III (MAA/BSC-Music); Blues Lick
- 2010 – Bluesnews Collection 5 (Bluesnews); Blues Lick